# 152 Atala
152 Atala este un asteroid din centura principală, descoperit pe 2 noiembrie 1875, de Paul Henry.